# Portugal op de Olympische Zomerspelen 1956
Portugal nam deel aan de Olympische Zomerspelen 1956 in Melbourne, Australië en Stockholm, Zweden (onderdelen paardensport). Sinds 1932 werd er voor het eerst geen medaille gewonnen.

## Deelnemers en resultaten

### Paardensport
| Olympiër                                          | Onderdeel   | Resultaat | Prestatie |
| Dressuur                                          | Dressuur    | Dressuur  | Dressuur |
| ------------------------------------------------- | ----------- | --------- | --- |
| António de Almeida                                | individueel | 12e       | 743 punten |
| Eventing                                          |             |           | |
| Fernando Cavaleiro                                | individueel | 34e       | dressuur: 42ste met 152,00 strafpunten cross-country: 40ste met 459,99 strafpunten springconcours: 36ste met 45,25 strafpunten totaal: 657,24 strafpunten |
| Álvaro Sabbo                                      | individueel | DNF       | dressuur: 54ste met 173,20 strafpunten cross-country: niet gefinisht                                                                                      |
| Joaquim Silva                                     | individueel | 29e       | dressuur: 39ste met 149,20 strafpunten cross-country: 32ste met 190,35 strafpunten springconcours: 2de met 10 strafpunten totaal: 349,255 strafpunten     |
| Álvaro Sabbo Fernando Cavaleiro Joaquim Silva     | team        | DNF       | dressuur: 15de met 474,40 strafpunten cross-country: niet gefinisht                                                                                       |
| Springconcours                                    |             |           | |
| João Azevedo                                      | individueel | DNF       | 1ste ronde: 49ste met 108,50 strafpunten |
| Henrique Callado                                  | individueel | 7e        | 1ste ronde: 9de met 12 strafpunten 2de ronde: 5de met 4 strafpunten totaal: 16 strafpunten                                                                |
| Rodrigo da Silveira                               | individueel | DNF       | 1ste ronde: 49ste met 108,50 strafpunten |
| Henrique Callado João Azevedo Rodrigo da Silveira | team        | DNF       | 1ste ronde: 17de met 229 strafpunten |

### Zeilen
| Olympiër                                                            | Onderdeel     | Resultaat | Prestatie                        |
| ------------------------------------------------------------------- | ------------- | --------- | -------------------------------- |
| Duarte Manuel Bello José Silva                                      | star klasse   | 4e        | 3825 punten: (10-1-3-4-6-5-5)    |
| Bernardo Mendes de Almeida Carlos Rogenmoser Lourenço Serge Marquis | draken klasse | 13e       | 2002 punten: (13-9-6-12-13-8-10) |

## Officials
- Fernando Pais (chef de mission)

Afghanistan · Argentinië · Australië · Bahama's · België · Bermuda · Birma · Brazilië · Brits-Guiana · Bulgarije · Cambodja* · Canada · Ceylon · Chili · Colombia · Cuba · Denemarken · Duits eenheidsteam · Egypte* · Ethiopië · Fiji · Filipijnen · Finland · Frankrijk · Griekenland · Groot-Brittannië · Hongarije · Hongkong · Ierland · IJsland · India · Indonesië · Iran · Israël · Italië · Jamaica · Japan · Joegoslavië · Kenia · Liberia · Luxemburg · Malakka · Mexico · Nederland* · Nieuw-Zeeland · Nigeria · Noord-Borneo · Noorwegen · Oeganda · Oostenrijk · Pakistan · Peru · Polen · Portugal · Puerto Rico · Roemenië · Singapore · Sovjet-Unie · Spanje* · Taiwan · Thailand · Trinidad en Tobago · Tsjecho-Slowakije · Turkije · Uruguay · Venezuela · Verenigde Staten · Vietnam · Zuid-Afrika · Zuid-Korea · Zweden · Zwitserland*

*alleen deelgenomen in Stockholm